# Hypolepis papuana
Hypolepis papuana là một loài dương xỉ trong họ Dennstaedtiaceae. Loài này được Bailey mô tả khoa học đầu tiên năm 1909.
Danh pháp khoa học của loài này chưa được làm sáng tỏ. 